# 陈新有
陈新有（1961年—），陕西渭南人，汉族，中华人民共和国政治人物。

## 生平
毕业于电子科技大学经济与管理学院企业管理专业。加入中国共产党。2012年1月当选四川德阳市长。
2013年，担任全国人大代表。2018年2月24日，当选为第十三届全国人大代表。
2020年1月9日，四川省纪委监委发布通报称，四川省经济和信息化厅党组书记、厅长陈新有涉嫌严重违纪违法，目前正接受纪律审查和监察调查。